# 巴登旗

1871年至1891年使用的巴登大公國国旗（3:5比例）

1891年至1918年使用的巴登大公國国旗，巴登共和国初期也使用了该旗帜

巴登旗是指德国巴登地区巴登大公國和巴登共和国所使用的红黄双色旗。

## 历史
1871年，上红下黄的巴登旗正式于巴登大公國使用，后于1891年由黄红黄竖排的三色旗代替。于1918年建立的巴登共和国也延续使用了该三色旗。如今在巴登-符腾堡州的部分古迹中会继续悬挂三色旗，例如卡尔斯鲁厄宫。

## 外部来源
1. ↑  . ka-news.de. 2018-11-12  [2020-07-07]. （原始内容存档于2020-07-07） （德语）.